# Bloco operatório

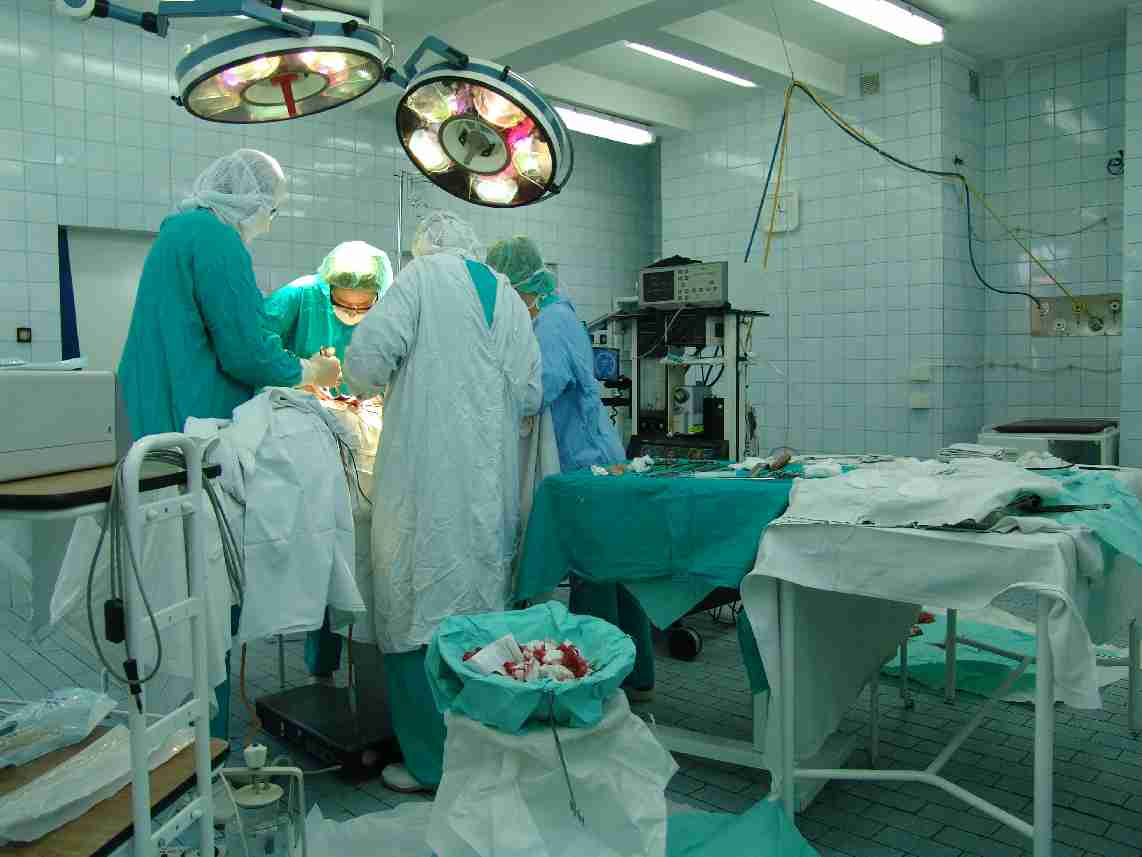
Bloco operatório durante a realização de uma cirurgia

Um bloco operatório ou bloco cirúrgico, também chamado quirófano, é um local num hospital ou clínica com equipamento para a realização de cirurgias.